# إليزابيث مارشال توماس
إليزابيث مارشال توماس (بالإنجليزية: Elizabeth Marshall Thomas)‏‏ (13 سبتمبر 1931 في بوسطن - ) عالمة الإنسان، ومؤلفة، وروائية، وكاتِبة من الولايات المتحدة.

## الجوائز
- زمالة غوغنهايم